# Clitoria javanica
Clitoria javanica är en ärtväxtart som beskrevs av Friedrich Anton Wilhelm Miquel. Clitoria javanica ingår i släktet Clitoria, och familjen ärtväxter. Inga underarter finns listade i Catalogue of Life.